# Aravankad
Aravankad  es pequeño pueblo  (township) situado en el distrito de Nilgiris en el estado de Tamil Nadu (India). Su población es de 4438 habitantes (2011). Se encuentra a 9 km de Udhagamandalam  y a 50 km de Coimbatore.

## Demografía
Según el censo de 2011 la población de Aravankad era de 4438 habitantes, de los cuales 2285 eran hombres y 2153 eran mujeres. Aravankad tiene una tasa media de alfabetización del 96,46%, superior a la media estatal del 80,09%: la alfabetización masculina es del 99,28%, y la alfabetización femenina del 93,45%.